# Oudheidkamer Willem van Strijen
Oudheidkamer Willem van Strijen heet tegenwoordig "Museum Zevenbergen"   en is een heemkundemuseum in Zevenbergen. Het wordt geëxploiteerd door de Stichting Heemkundekring Willem van Strijen.
Het museum is gevestigd in het pand Zuidhaven 17, een voormalige binnenboerderij die een woonhuis met tuitgevel en daarachter een langsdeelschuur omvat. Het pand dateert uit ongeveer 1800. 
In 1969 werd het pand door de gemeente aangekocht en gerestaureerd. De schuur werd een cultureel centrum en het woonhuis werd een museum.
Het museum bevat voorwerpen aangaande het dorpsleven omstreeks 1900, zoals een buurtwinkeltje, een opkamer (of mooie kamer of pronkkamer) waarin een bedstede, een woonkeuken met plattebuiskachel, dubbele waterpomp (grondwater en regenwater) en een kelder die archeologische vondsten bevat uit het Kasteel Zevenbergen en Fort Noordam.
Voorts zijn er vitrines met voorwerpen die door ambachtslieden werden gebruikt. 
Op zolder is er een collectie voorwerpen die alle op de geschiedenis van Zevenbergen betrekking hebben, waaronder een complete tandartsspreekkamer uit 1934, een tentoonstelling over WOII, etc. 